# ボカス・デル・トーロ県
ボカス・デル・トーロ県（ボカス・デル・トーロけん、Provincia de Bocas del Toro）は、パナマ北西部の県。県都はボカス・デル・トーロ列島のコロン島（Isla Colón）にあるボカス・デル・トーロ。2000年の人口は約9万人。エスクド・デ・ベラグアス島も同県に属している。西側はコスタリカと国境を接している。

## 歴史
1502年にクリストファー・コロンブスらにより発見された地域である。スペイン植民地時代は、ベラグアス県の一部であった。

## 隣接する県
- ノベ・ブグレ自治県
- チリキ県
- ナソ・ティエル・ディ自治県
- リモン州

## 下位行政区画

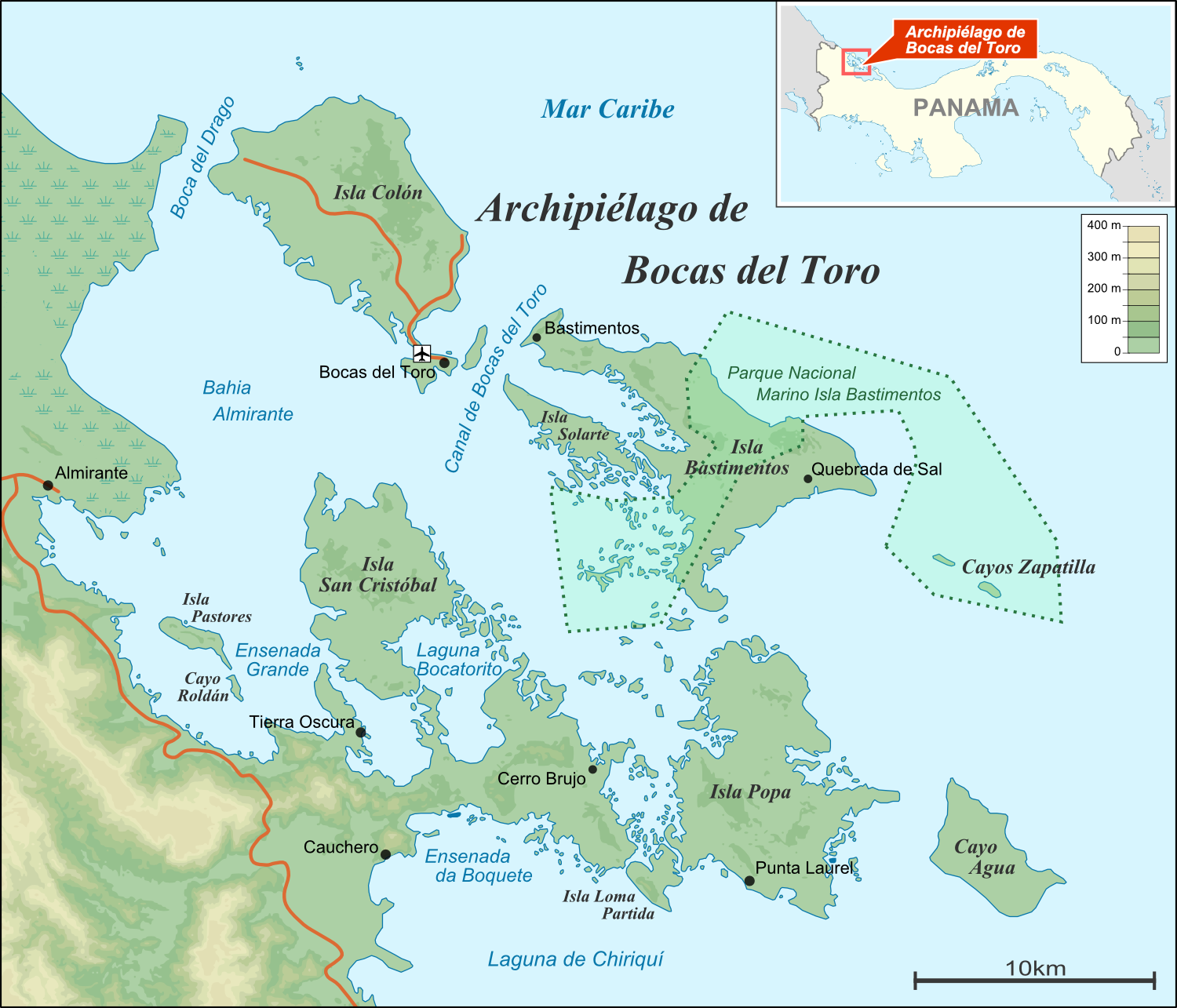
ボカス・デル・トーロ列島

- アルミランテ郡（英語版）
- ボカス・デル・トーロ郡（英語版）
- チャングイノラ郡（英語版）
- チリキ・グランデ郡（英語版）